# トリニタ・ダグルトゥ・エ・ヴィニョーラ
トリニタ・ダグルトゥ・エ・ヴィニョーラ（イタリア語: Trinità d'Agultu e Vignola）は、イタリア共和国サルデーニャ自治州サッサリ県にある、人口約2,300人の基礎自治体（コムーネ）。

## 地理

### 位置・広がり

#### 隣接コムーネ
隣接するコムーネは以下の通り。
- アッジュス
- アリエントゥ
- バデージ
- ヴィッダルバ

## 行政

### 分離集落
トリニタ・ダグルトゥ・エ・ヴィニョーラには、以下の分離集落（フラツィオーネ）がある。
- Canneddi, Costa Paradiso, Falsaggiu, Greuli, Isola Rossa, La Scalitta, Lu Colbu, Paduledda, Tamburu, Tinnari